# Savoie-Achaïe
Les Savoie-Achaïe (\a.ka.i\, it. Savoia-Acaia) sont une branche de la maison de Savoie apparue avec Philippe Ier de Piémont en 1301 et prenant fin avec la mort de Louis de Savoie-Achaïe en 1418. Étant apanagés en Piémont, ses membres sont parfois appelés de Piémont. Le centre d'implantation de la famille se trouve à Pignerol.

## Histoire

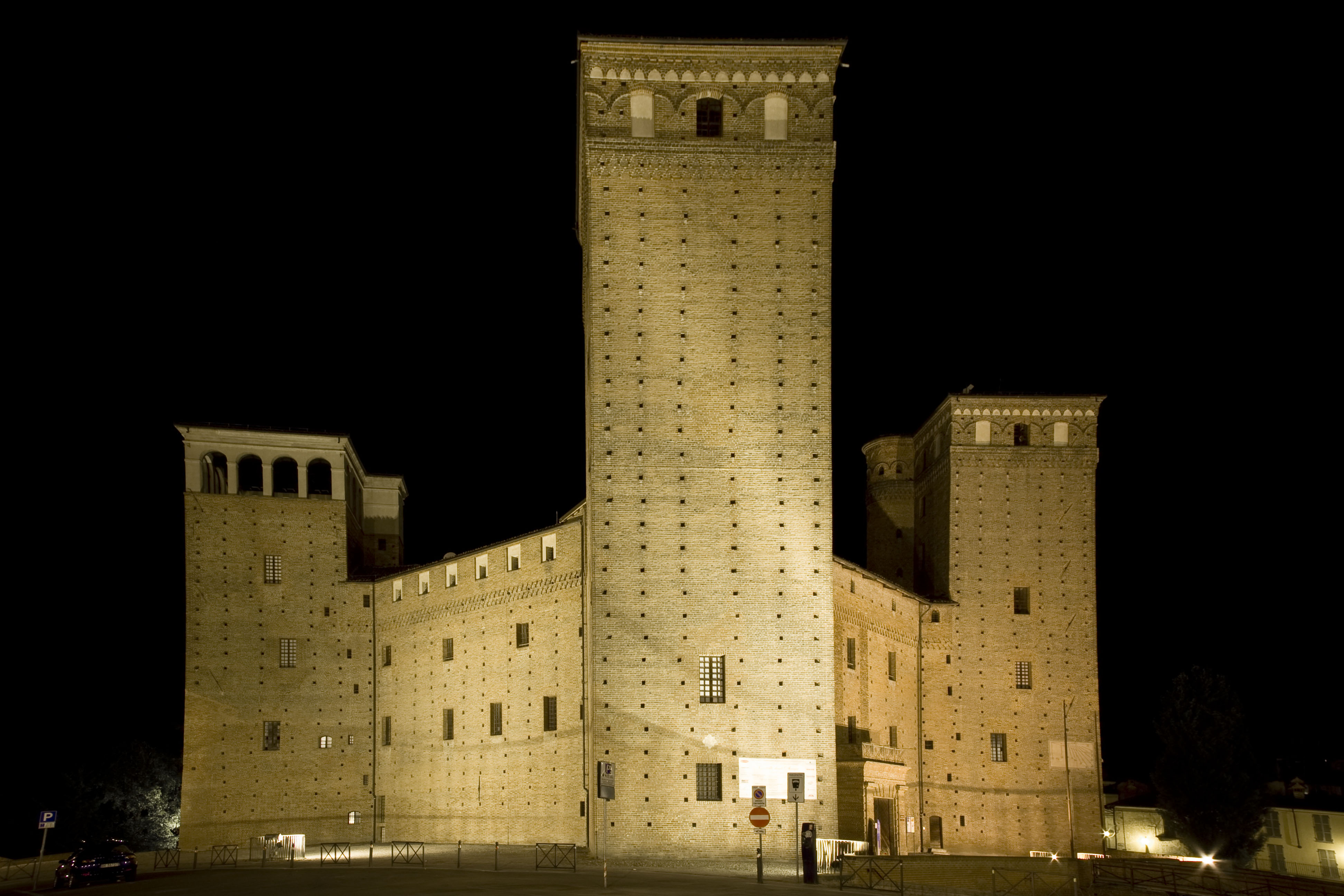
Château des princes d'Achaïe, situé dans la ville de Fossano (province de Coni).

La tige des Savoie-Achaïe prend naissance avec Thomas III, fils de Thomas II, apanagé en Piémont. Son fils, Philippe, épouse en 1301 Isabelle de Villehardouin (1263 † 1312), qui lui apporte en dot la principauté d'Achaïe ; il est cependant dépossédé de la principauté par son suzerain le 5 juin 1306 et reçoit en compensation le comté d'Albe le 11 mai 1307.
L'apanage de Piémont est constitué du territoire « entre le Pô, Pignerol, choisie comme capitale, et la Doire Ripaire, avec Turin »,. La famille cependant possède de nombreux châteaux notamment la forteresse de Fossano.
La branche cadette des Savoie-Achaïe est « théoriquement et juridiquement [indépendante] » de la maison de Savoie, toutefois cette dernière n'hésite pas à intervenir lorsque ses intérêts sont contrariés. Des tensions trouvent leur apogée lorsque Jacques de Savoie-Achaïe, n'obtenant rien lors du testament de son parent le comte Aymon de Savoie, remet en cause notamment l'accord traitant de la petite région de Canavais, située en Piémont. Il met en place une taxe sur les produits en provenance de la Savoie et fait exécuter deux représentants du comte. Le successeur d'Aymon, le comte Amédée VI de Savoie, intervient militairement et confisque les biens de Jacques jusqu'au traité du Bourget du 2 juillet 1362.
Le dernier membre de la branche, Louis de Savoie-Achaïe, meurt sans héritier mâle en 1418. Il a épousé Bonne de Savoie, sœur du comte puis duc de Savoie Amédée VIII. Ce dernier récupère pour la branche aînée l'ancien apanage de Piémont et l'érige en principauté.

## Personnalités
- Philippe Ier de Piémont (1278-1334), Seigneur de Piémont (1301-1334), Prince d'Achaïe (1301-1307) dont :
  - Jacques de Savoie-Achaïe (1315-1367), son fils, seigneur de Piémont, prétendant au trône d'Achaïe ;
  - Amédée († 1376), évêque de Maurienne ;
  - Thomas († ap.1360), évêque de Turin et d’évêque d'Aoste ;
  - Édouard († 1395), évêque de Belley et de évêque de Sion, archevêque de Tarantaise ;
  - Éléonore († 1350), mariée à Manfred V, marquis de Saluces ;
    - Philippe II de Savoie-Achaïe (1340-1368), fils de Jacques, seigneur de Piémont (unique enfant de son deuxième mariage) ;
    - Amédée de Savoie-Achaïe (1363-1402), son demi-frère, seigneur de Piémont (issu du troisième mariage, postérité : quatre filles dont deux survivantes) ;
      - Marguerite († 1464), abbesse de Sainte-Catherine d'Alexandrie à Albe après son veuvage, mariée en 1403 à Théodore II (1361 † 1418), marquis de Montferrat ;
      - Mathilde (1390 † 1438), mariée en 1417 à Louis III (1378 † 1436), comte palatin du Rhin ;

    - Louis de Savoie-Achaïe (1364-1418), frère d'Amédée, seigneur de Piémont (troisième mariage);
      - Louis de Savoie-Raconis (1413-1465), son fils illégitime, à l'origine de la branche des Savoie-Raconis (it) (Racconigi ou Rac(c)onis)